# Ger (rivière)
Pour les articles homonymes, voir Ger.
Ne doit pas être confondue avec le Gers rivière qui passe à Auch.
Le Ger est une rivière du Sud-Ouest de la France, qui coule dans le département de la Haute-Garonne, et un affluent direct de la Garonne en rive droite.

## Géographie
De 37,2 km de longueur, le Ger est une rivière du Comminges qui prend sa source dans les Pyrénées au Cap de Gauch (2 147 m), à 2 020 m d'altitude, commune de Melles et se jette dans la Garonne à l'aval de Pointis-Inard (en Haute-Garonne), à 321 m d'altitude.

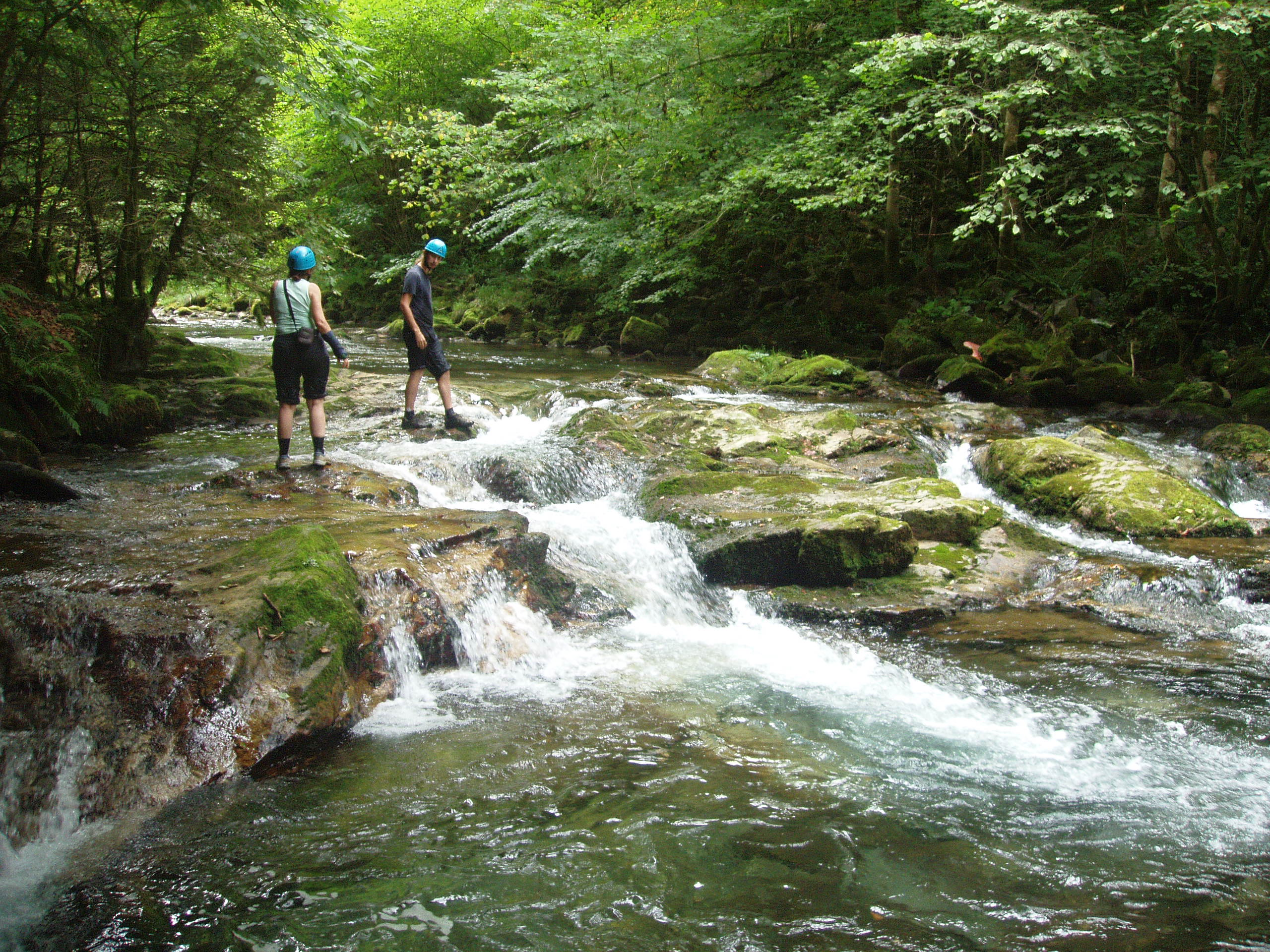
Rando aqua dans le Ger.

## Départements et communes traversés
- Haute-Garonne : Melles, Boutx, Sengouagnet, Milhas, Aspet, Razecueillé, Soueich, Lespiteau, Rieucazé, Pointis-Inard, Labarthe-Inard.

## Principaux affluents
- Ruisseau de Coume Taillade : 4,1 km
- La Bareille : 4,2 km
- le Rossignol : 7,6 km
- Ruisseau du Soueil : 6,3 km
- le Job : 18,4 km
- Ruisseau du Chevalier de Saint-Paul : 5,8 km

## Hydrologie
Le débit du Ger a été observé durant une période de 26 ans (1983-2008) à Aspet.
Le débit moyen annuel de la rivière y est de 2,67 m3/s, pour une surface de bassin versant de 95 kilomètres carrés, soit moins de la moitié de la surface totale de son bassin qui fait plus ou moins 200 km2. Les chiffres suivants ne comprennent donc pas les débits du Job, son plus important affluent (module de 1 m3/s), ni les autres affluents plus petits situés en aval de la localité d'Aspet.
La rivière présente des fluctuations saisonnières de débit typiques d'un régime surtout nival, mais avec une composante pluviale non négligeable, c'est-à-dire un régime nivo-pluvial. Les hautes eaux d'hiver-printemps portent le débit mensuel à des valeurs allant de 3,10 à 4,66 m3/s, de janvier à mai inclus, avec un sommet en avril-mai. Ce dernier est dû essentiellement à la fonte des neiges, bien que des pluies se produisent également. Dès le mois de juin, le débit baisse rapidement et atteint son minimum en été, période de basses eaux, avec un débit mensuel moyen de 1,30 m3/s au mois d'août, ce qui reste d'ailleurs très abondant, il est vrai. Mais ces moyennes mensuelles occultent des fluctuations bien plus prononcées sur de plus courtes périodes et selon les années.
Le Ger est une rivière très abondante, puissamment alimentée par les précipitations importantes qui arrosent les sommets pyrénéens. La lame d'eau écoulée dans cette partie du bassin versant de la rivière est de 888 millimètres annuellement, ce qui est très élevé en France (moyenne française : 320 millimètres). Le débit spécifique (ou Qsp) atteint 28,1 litres par seconde et par kilomètre carré de bassin.

### Étiage
Le VCN3 peut chuter jusque 0,510 m3/s, en cas de période quinquennale sèche, ce qui reste très suffisant, si bien que l'on peut dire que le cours d'eau reste presque toujours abondant.

### Crues
Les crues, quant à elles, sont très importantes quand elles se produisent. Les QIX 2 et QIX 5 valent respectivement 32 et 44 m3/s. Le QIX 10 est de 52 m3/s, le QIX 20 de 60 m3/s et le QIX 50 de 70 m3/s.
Toujours à Aspet, le débit instantané maximal enregistré a été de 79,5 m3/s le 1er octobre 1992, tandis que la valeur journalière maximale était de 69,5 m3/s le 5 octobre de la même année. En comparant le premier de ces chiffres à l'échelle des QIX exposée plus haut, il ressort que cette crue était supérieure à la crue cinquantennale définie par le QIX 50, et donc assez exceptionnelle.